# Albert Brehme
Albert Wilhelm Adolf Brehme (* 19. Juni 1903 in Berlin; † 21. Juni 1971 ebenda) war ein deutscher Bobfahrer.

## Karriere
Albert Brehme sollte bei den Olympischen Winterspielen 1932 in Lake Placid im Zweierbob zusammen mit Fritz Grau antreten. Beim Training jedoch gab es einen Sturz, bei dem Brehme sich schwer verletzte und deswegen nicht antreten konnte, sogar der Bürgermeister von New York Jimmy Walker besuchte die Athleten im Krankenhaus. Vier Jahre später bei den Winterspielen in Garmisch-Partenkirchen belegten die beiden den sechsten Platz. Brehme wurde 1934 mit Grau im Zweierbob Deutscher Meister, im Fünferbob gelang ihm dies 1929 für den Berliner SC.
Zudem konnte er zwei Bronzemedaillen bei Bob- und Skeleton-Weltmeisterschaften gewinnen, im Viererbob 1930 sowie 1933 im Zweierbob.

## Persönliches
Brehme trat zum 1. Mai 1933 der NSDAP bei (Mitgliedsnummer 2.642.614) und war Blockwart.